# Montjoux
Montjoux is een gemeente in het Franse departement Drôme (regio Auvergne-Rhône-Alpes) en telt 295 inwoners (1999). De plaats maakt deel uit van het arrondissement Nyons.

## Geografie
De oppervlakte van Montjoux bedraagt 18,0 km², de bevolkingsdichtheid is 16,4 inwoners per km².

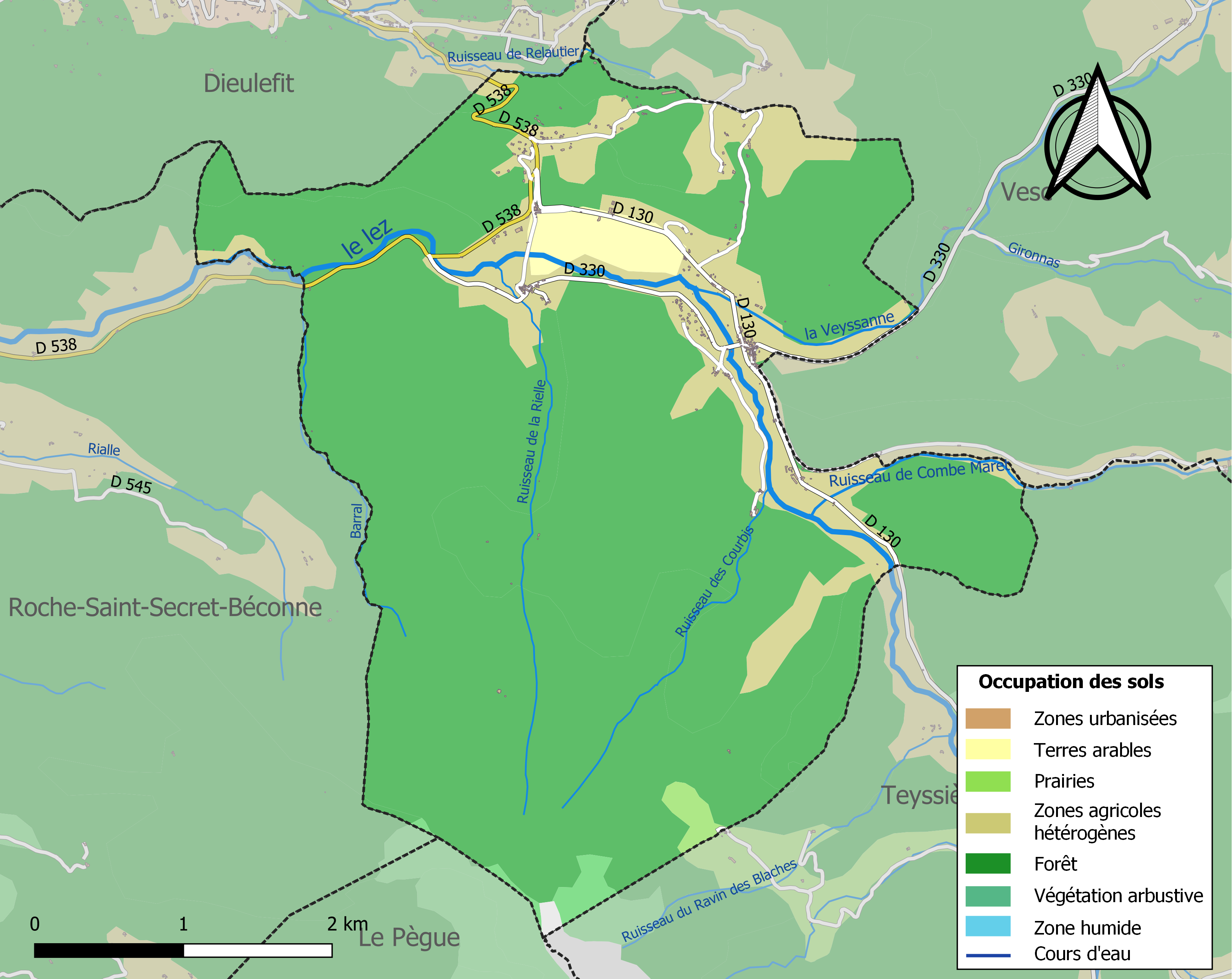
Kaart van de gemeente met belangrijkste infrastructuur, bodemgebruik en omliggende gemeenten

De onderstaande kaart toont de ligging van Montjoux met de belangrijkste infrastructuur en aangrenzende gemeenten.

## Demografie
Onderstaande figuur toont het verloop van het inwonertal (bron: INSEE-tellingen).

## Afbeeldingen

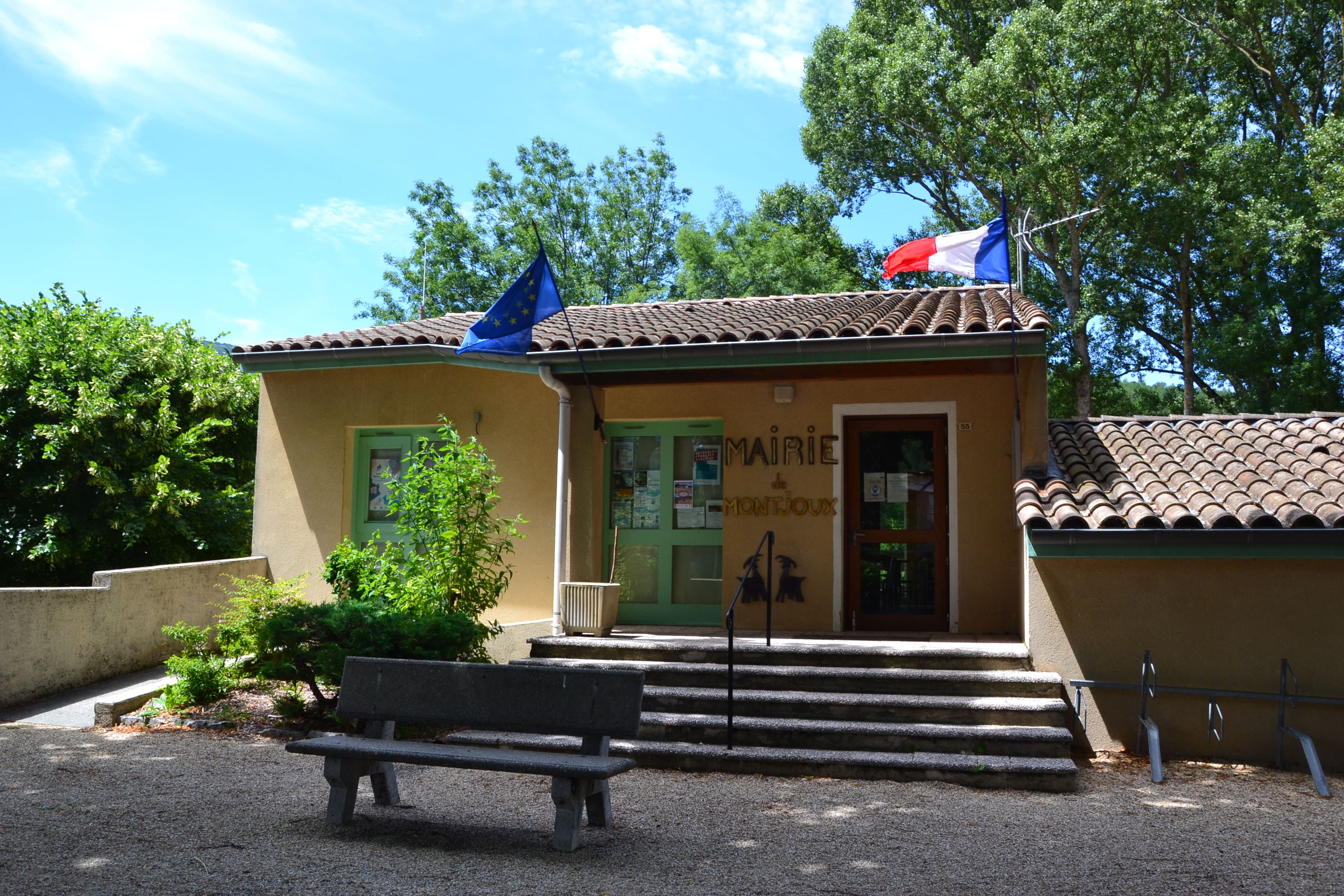
Gemeentehuis
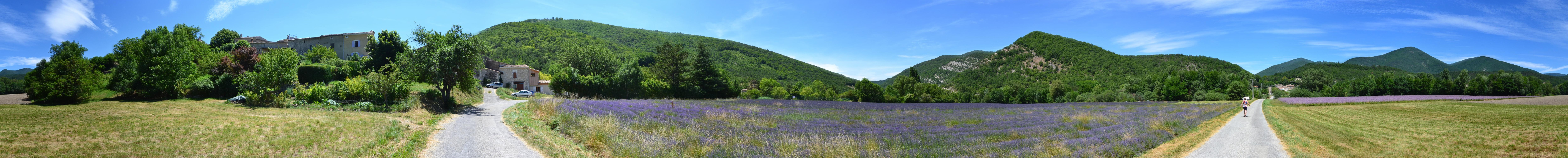
Landschap bij Montjoux